# Никола Върбенов
Никола Георгиев Върбенов е български търговец и общественик от Македония.

## Биография
Никола Върбенов е роден в село Емборе, днес в Гърция. Брат е на Наум и Христо Върбенови, а Димитър Македонски му е първи братовчед. Отваря фирма за търговия със зърнени храни. Умира през 1922 година. След като умира семейството му дарява 15 000 лв. на Народнопрогресивната партия да си построи партиен дом, 10 000 лв. на читалище „Съгласие“, 3000 лв. на Дружество на инвалидите, на младежкото Македонското дружество, и 2000 лв. на македонското братство.